# Aituto (Wasserfall)
Der Aituto ist ein osttimoresischer Wasserfall in der Gemeinde Ainaro. Der Wasserfall befindet sich an der Grenze zwischen der Aldeia Lientuto (Suco Aituto) und der Aldeia Aituto (Suco Mulo), etwa hundert Meter abseits der Überlandstraße von Maubisse nach Ainaro beim Ort Era Leso und etwa zwei Kilometer entfernt vom Fleixa-Pass.
Hier stürzt einer der Quellflüsse des Belulik mehrere Meter steil herab in den Ersalibuti (Ersali Buti), einem Ponor von einigen Metern Durchmesser, der einen kleinen See bildet.